# トミカわいわいシリーズ
トミカわいわいシリーズとは、ポニーキャニオンとタカラトミーが2006年からスタートしたトミカのVシネマシリーズである。

## 作品
トミカわいわいシリーズの作品は、以下の作品である。

### トミカ王国物語
トミカわいわいシリーズ第1作である。トミカ王国に住む主人公トッピーくんが、王様からもらったマジックライセンスで様々なトミカを使って問題を解決しながら、自分にあう仕事を探す物語である

### トミカハイパー大作戦！
前作シリーズの続編。トッピーくんは、ハイパーレスキューの教官になっている。今作は、ホイール共和国に結成されたハイパーレスキュー隊を鍛えるためにトッピー教官がホイール共和国へ向かい、トッピーが前作で使ったマジックライセンスを持っているタットンくんや、ハイパーブルーポリスと共に様々な問題を解決するストーリーである。物語の終盤では、トッピー教官は、ホイール共和国の大統領から隊長を任命され、またブラックラーがハイパーレスキューに入隊する。

### トミカハイパー大冒険！
マジックライセンスシリーズとも言えるシリーズの完結編。

## 登場人物
トッピーくん
トミカ王国物語、トミカハイパー大作戦、トミカハイパー大冒険の主人公として登場。また、トミカ大作戦でTくんに力を貸す。トミカ王国物語では王様からもらったマジックライセンスを使い、色々なトミカを操る。愛車は、トミカグランプリで使用したランサーエボリューション。
王様
トミカ王国物語〜トミカハイパー大冒険に登場した、トミカ王国の王様。また、トミカハイパー大冒険に登場するウインク姫の父でもある。
ブラックラー
トミカ王国物語〜トミカハイパー大冒険に登場する。トミカ王国物語とトミカハイパー大作戦の途中までは悪役だが、トミカハイパー大作戦に登場する大統領の勧めでトミカハイパーレスキューに入隊する。トミカ大作戦！では、ブラックラーjr.が登場するが、ブラックラーとの関係性は不明である。
タットン
トミカハイパー大作戦〜トミカハイパー大冒険に登場する。